# Björn Bartholdy
Björn Bartholdy (* 1965) ist ein deutscher Mediendesigner und Hochschullehrer.

## Leben
Bartholdy studierte an der Stuttgarter Merz Akademie Kommunikations-Design (Dipl.) und von 1992 bis 1994 Mediendesign (Dipl.) an der Kunsthochschule für Medien Köln. 1994 gründete er eine Agentur für Mediendesign, die er bis 2002 als Kreativ-Direktor und Geschäftsführer leitete.
Von 2003 bis 2014 unterrichtet er als Professor für Audiovisuelle Medien an der Köln International School of Design. 2010 gründete er – gemeinsam mit Gundolf S. Freyermuth – das Cologne Game Lab. Seit 2014 ist er Professor für Media Design und Ko-Direktor des Cologne Game Lab der TH Köln.
Seit 2015 ist er – gemeinsam mit Freyermuth – Vorsitzender des Programmausschusses der internationalen Computerspiel-Konferenz „Clash of Realities“, die jährlich an der TH Köln stattfindet.

## Publikationen
- Showreel.01: 53 Projects on Audiovisual Design. 400 Seiten. Daab. Köln 2006.
- Broadcast Design 01. 400 Seiten. Daab. Köln 2007.
- Games studieren – was, wie, wo? – Staatliche Studienangebote im Bereich digitaler Spiele, Björn Freyermuth, Linda Breitlauch, André Czauderna, Gundolf S. Freyermuth (Eds). Bielefeld: transcript 12/2018.